# Amourj
Amourj è uno dei tre comuni dell'omonimo dipartimento, situato nella regione di Hodh-Charghi in Mauritania. Nel censimento della popolazione del 2000 contava 5.037 abitanti.